# Когато има защо...
„Когато има защо...“ е трети студиен албум на певицата Белослава, издаден на 25 април 2012 г. от музикалната компания BlueBubu Music във формат CD. Албумът е представен през април 2012 г. в концертната зала „България“ София, а на 27 май 2012 г. в Лондон, Великобритания. В записването на албума участват: Живко Петров (пиано), Антони Рикев (китара), Димитър Семов (барабани), Венцислав Благоев (тромпет), Росен Захариев (тромпет), Васил Енчев (саксофон), Калин Вельов (перкусии), Орлин Павлов, Любо Киров, Michael Flaming, Елена Кокорска, Александър Славчев, Димитър Ганчев (тонрежисьор) и др. Към албума са заснети общо три видеоклипа, които са дело на Васил Германов, Сандра Клинчева, Александър Кристанов и Иван Москов.

## Песни
Албумът се състои от общо седемнадесет песни. От него сингли стават: Why, Super girl, Всяка година по същото време с участието наОрлин Павлов, Празен поглед. Почти всички текстове са написани от самата Белослава, а по-голямата част от музиката и аранжиментите са дело на дългогодишния колега на певицата Живко Петров.
 „Когато има защо...“ може да бъде слушан тук
| Когато има защо..., 2012 | Когато има защо..., 2012                                            | Когато има защо..., 2012                | 67:42 |
| #                        | Заглавие на песента                                                 | Автор(и)                                | Време |
| 1.                       | Пролет, лято, есен, зима...                                         |                                         | 2:08  |
| 2.                       | The One                                                             | Текст: Белослава. Музика: Живко Петров. | 3:49  |
| 3.                       | Walkin'                                                             | Текст: Белослава. Музика: Живко Петров. | 5:32  |
| 4.                       | Забравих си шала                                                    | Текст: Белослава. Музика: Живко Петров. | 3:51  |
| 5.                       | Празен поглед                                                       | Текст: Белослава. Музика: Живко Петров. | 3:59  |
| 6.                       | Keep On                                                             | Текст: Белослава. Музика: Живко Петров. | 4:43  |
| 7.                       | Father Funkie                                                       |                                         | 4:28  |
| 8.                       | The reason (с участието наЛюбо Киров)                               |                                         | 4:35  |
| 9.                       | No matter                                                           |                                         | 2:59  |
| 10.                      | H Love                                                              |                                         | 2:28  |
| 11.                      | Why                                                                 | Текст: Белослава. Музика: Живко Петров. | 4:10  |
| 12.                      | Малка бяла лодка                                                    | Текст: Белослава. Музика: Живко Петров. | 4:40  |
| 13.                      | Super girl (с участието на Michael Flaming)                         |                                         | 3:49  |
| 14.                      | Всяка година по същото време (с участието на Орлин Павлов)          | Текст: Матей Стоянов.                   | 3:50  |
| 15.                      | When you leave                                                      |                                         | 2:22  |
| 16.                      | Why (by JP3)                                                        |                                         | 4:10  |
| 17.                      | Всяка година по същото време (by JP3) (с участието на Орлин Павлов) | Текст: Матей Стоянов.                   | 5:29  |

## Текстове на песните
| „Пролет, лято, есен, зима...“ | The On“ | Walkin | „Забравих си шала“ | „Празен поглед“ | Keep On | Father Funkie |

| „The reason“ с участието наЛюбо Киров | No matter | H love | Why |

| „Малка бяла лодка“ | „Super girl“ с участието на Michael Flaming | „Всяка година по същото време“ с участието на Орлин Павлов | „When you leave“ |

## Видеоклипове
| Година           | Заглавие на песен                                       | Режисьор                                            | Оператор                          | Видео                        | Забележка                                                                           |
| ---------------- | ------------------------------------------------------- | --------------------------------------------------- | --------------------------------- | ---------------------------- | ----------------------------------------------------------------------------------- |
| 2011             | Why                                                     | Васил Германов Сандра Клинчева Александър Кристанов | Александър Кристанов Петко Лунгов | „Why“                        | Участват: Белослава, Живко Петров, Антони Рикев, Росен Захариев Димитър Семов и др. |
|                  | Super girlс участието наMichael Flaming                 | Иван Москов                                         | Светослав Михайлов                | Super girl                   | Участват: Захари Бахаров                                                            |
| 28 февруари 2010 | Всяка година по същото време с участието наОрлин Павлов | Иван Москов                                         | Светослав Михайлов                | Всяка година по същото време | Участват: Белослава и Орлин Павлов                                                  |